# Boris Ekmeščić
Boris Ekmeščić (* 10. November 1964) ist ein kroatischer Fußballtrainer und ehemaliger Fußballspieler.

## Werdegang

### Spieler
Der aus dem heutigen Kroatien stammende Stürmer begann seine Karriere bei dem Verein HNK Rijeka und wechselte während der Winterpause der Saison 1990/91 zum österreichischen Zweitligisten Grazer AK. Im Oktober 1992 wechselte Ekmeščić zum 1. FC Union Berlin in die seinerzeit drittklassige deutsche Oberliga Nordost. Mit den Unionern wurde er in der Saison 1992/93 Meister der Staffel Mitte und setzte sich sportlich in der Aufstiegsrunde zur 2. Bundesliga durch. Allerdings wurde den Berlinern die Lizenz für die 2. Bundesliga verweigert und die Mannschaft blieb Oberligist.
Daraufhin wechselte Boris Ekmeščić zum VfB Oldenburg, der gerade aus der 2. Bundesliga abgestiegen war. Mit den Niedersachsen schaffte er in der Saison 1993/94 die Qualifikation für die neu geschaffene Regionalliga Nord. Er blieb ein weiteres Jahr in Oldenburg und erzielte in 54 Spielen für den VfB 33 Tore. Im Sommer 1995 wechselte Ekmeščić zum FC Gütersloh, der gerade in die Regionalliga West/Südwest aufgestiegen war. Mit den Güterslohern wurde er in der Saison 1995/96 auf Anhieb Meister und schaffte den Durchmarsch in die 2. Bundesliga.
Während der Saison 1996/97 wechselte Ekmeščić zum Regionalligisten LR Ahlen. Dort spielte er ein Jahr, bevor er in der Winterpause der Saison 1997/98 zum Oberligisten BV Cloppenburg wechselte. Mit den „Zebras“ wurde er in der Saison 1997/98 Vizemeister der Staffel Niedersachsen/Bremen und setzte sich in den Aufstiegsspielen zur Regionalliga gegen den TuS Hoisdorf durch. Nach dem erfolgreichen Klassenerhalt beendete Boris Ekmeščić im Sommer 1999 seine Spielerkarriere.

### Trainer
In der Saison 2003/04 trainierte Boris Ekmeščić den SSV Jeddeloh und führte die Mannschaft zum Aufstieg in die Bezirksklasse. Später trainierte er die zweiten Mannschaften des VfB Oldenburg und des SV Wilhelmshaven, bevor er zwischen September 2008 und April 2009 die Regionalligamannschaft des SV Wilhelmshaven trainierte. Anschließend wirkte er noch als Trainer des SV Brake, Kickers Wahnbek sowie als Co-Trainer beim VfB Oldenburg und dem BSV Rehden. 2016 übernahm er den Bezirksligisten TSV Oldenburg, wo er im November 2017 entlassen wurde. Kurioserweise erfuhr er durch das Amateurfußballportal FuPa über seine Entlassung. Bereits ab Ende September 2017 trat er auch als Trainer der zweiten Mannschaft mit Spielbetrieb in der unterklassigen Fusionsklasse A Staffel 2 in Erscheinung. Nach 17 Ligaspiele, in denen die Mannschaft lediglich zwei Partien gewinnen konnte und bei diesen 17 Meisterschaftspartien auf ein Torverhältnis von 23:127 kam, wurde Ekmeščić am Saisonende auch bei dieser Mannschaft von seinen Pflichten entbunden. In der nachfolgenden Sommerpause wurde er als Trainer des Polizei SV Oldenburg mit Spielbetrieb in der 2. Kreisklasse Jade-Weser-Hunte Staffel 3 vorgestellt. Relativ erfolgreich in die Saison gestartet, wurde er allerdings auch hier bereits nach dem zweiten Pflichtspiel im Frühjahr, nachdem er mit seinem Team lediglich eines der letzten zwölf Ligaspiele gewonnen hatte, als Trainer entlassen.

## Erfolge
- Meister der Regionalliga West/Südwest: 1995/96
- Meister der Oberliga Nordost-Mitte: 1992/93